# Heavy metal argentino
El heavy metal argentino comprende a los grupos y artistas de heavy metal de Argentina, así como también a los medios de prensa especializados y a los locales de música relacionados.
Previo al surgimiento de una escena argentina del heavy metal propiamente dicha, hubo bandas que fueron importantes antecedentes haciendo un rock duro, más pesado que lo que se estilaba en la escena y basado en las bandas anglosajonas contemporáneas como Black Sabbath, Deep Purple o Led Zeppelin. Además, en varios casos muchos de sus miembros integrarían posteriormente las bandas de heavy metal. Es así que desde fines de los '60, pero sobre todo a partir de los '70, hubo antecedentes de bandas como Los Gatos en su última formación con Pappo, Pappo's Blues, Manal, Billy Bond y La Pesada del Rock and Roll, Vox Dei, Pescado Rabioso, El Reloj, Plus y Aeroblus, entre otros. 
Para la mayoría de los historiadores del rock argentino, la fecha clave de origen de la escena del heavy metal en Argentina es el 14 de noviembre de 1980, cuando se realizó el recital «Adiós Pappo's Blues, bienvenido Riff», donde el guitarrista Pappo presentó su nueva banda «Riff», considerada por dichos historiadores como la primera en Argentina en seguir los lineamientos musicales y estéticos del heavy metal de la nueva ola del heavy metal británico. Riff fue uno de los números principales de la escena del rock argentino de la época tardodictatorial de inicios de los '80, y alimentó el crecimiento de una generación de bandas de heavy metal y hard rock, como Thor, V8, Bloke, Púrpura y La Torre, que hicieron que el rock pesado argentino ganara en popularidad. Sin embargo, en 1983 la primera separación de Riff provocó cierta decaída en la escena, y las bandas que aparecieron posteriormente (como Hellion, Bunker, Boxer o Mordaz) tuvieron dificultades para promocionarse sin un líder desde el mainstream. A partir de la segunda mitad y fines de los '80, con el establecimiento de locales como la discoteca "Halley" de Buenos Aires, se produce un repunte en el género, con nombres como Kamikaze, Alakrán, Lethal, JAF y Rata Blanca.

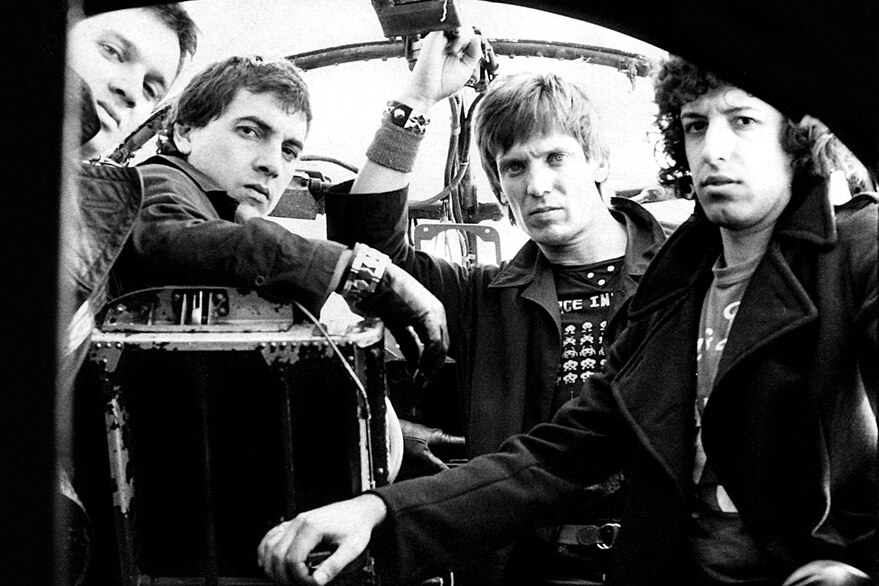
Riff, la banda decana del metal argentino; izq. a der.: Vitico, Pappo, Michel Peyronel, Boff Serafine.

Justamente, Rata Blanca sería la que alcanzaría el pico histórico de popularidad para el metal argentino, con el lanzamiento en 1990 de su álbum Magos, espadas y rosas, multipremiado en toda Latinoamérica, y el recital con mayor asistencia en la historia del heavy metal argentino: 40.000 personas en el Estadio de Vélez el 28 de diciembre de 1991. En los '90 las visitas de bandas internacionales a Argentina en festivales como el Monsters of Rock contribuyeron también al buen momento de la escena, y las bandas locales aprovecharon la oportunidad para ser teloneras. Además, las nuevas bandas reflejaron los cambios internacionales en las tendencias del metal, como A.N.I.M.A.L. y el metal alternativo, mientras que otras como Hermética y su sucesora Almafuerte siguieron un estilo thrash y metal más tradicional, al tiempo que profundizaban en las raíces folklóricas argentinas, originando una variante de heavy metal única en el mundo. No obstante, afectó a la escena la separación de Rata Blanca en 1997, y fundamentalmente la difícil situación económica en Argentina entre fines de los '90 y principios de los 2000, que encareció la contratación de artistas internacionales.
Desde la reagrupación de Rata Blanca en 2000, y especialmente desde la reanudación de las visitas internacionales con el recital de Iron Maiden el 11 de enero de 2004 en la cancha de Vélez (que evidenció la mejoría económica), el heavy metal en Argentina se ha mantenido con una popularidad establemente alta, sin recaídas y con picos muy altos durante las llegadas de bandas internacionales como Megadeth, Iron Maiden, Metallica, Kiss y AC/DC. El diario La Nación se refirió al fenómeno, en una nota el 4 de octubre de 2019, titulada "Primavera metalera: por qué la Argentina es un paraíso para las bandas del heavy".

## Historia

### Orígenes
Los orígenes del heavy metal argentino pueden situarse en la década de 1970, con grupos como Vox Dei, Almendra (su segundo álbum), La Cofradía de la Flor Solar, Manal, Pappo's Blues, Billy Bond y La Pesada del Rock and Roll, Pescado Rabioso, El Reloj, Color Humano, Orion's Beethoven, Cuero (su primer álbum), Plus y Piel de Pueblo (con Pajarito Zaguri), entre otras. 
Si bien dichos grupos no hacían heavy metal tal como hoy se conoce el término, sino 'rock pesado', situaron las bases a partir de las cuales se establecería el género años más tarde.

### 1960-1970
Sucesos: «Golpe de Estado y derrocamiento de Arturo Illia (1966)» — «La Noche de los Bastones Largos (1966)» — «La Revolución Argentina, Dictadura Cívico-Militar (1966-1973)» — «El Cordobazo (1969)»'
Los Gatos se separan luego de la aparición de su tercer álbum, Seremos amigos, en 1968. Todo había sido muy rápido, y por otra parte, la música de rock estaba cambiando radicalmente. Cream (1966), Frank Zappa (1966), Santana (1966), Jimi Hendrix (1967), Traffic (1967), Deep Purple (1968) y Johnny Winter (1968) eran algunos de los muchísimos exponentes de un rock que se estaba volviendo crecientemente progresivo. Los integrantes de Los Gatos sienten que necesitan asimilar nuevas experiencias, escuchar de primera mano toda esa metamorfosis, y por lo tanto deciden viajar a Estados Unidos. Todos menos Litto Nebbia. Éste, luego de fallecer su padre, se casó y se puso a trabajar en las canciones que integrarían su primer álbum solista, editado en 1969.

Luego de una impasse de alrededor de un año, surge una propuesta para reunir al grupo y Ciro Fogliatta, Alfredo Toth y Oscar Moro regresan al país. Ya no tenían a su guitarrista, Kay Galifi, que se había enamorado de una brasileña, con la que se casó, radicándose en ese país, donde reside hasta hoy. Pero lo que sí tenían era una propuesta para rearmar el grupo sobre nuevas bases, incorporando todo lo aprendido. También habían renovado su equipamiento, un detalle para nada menor: Ciro traía un órgano Hammond con parlantes giratorios Leslie, y Moro una poderosa batería Ludwig de doble bombo, que constituía una atracción por sí misma.

«Ya éramos una banda de rock fuerte. Habíamos cambiado el sonido, los instrumentos, y hasta el look. En Nueva York vivíamos en el Village, conviviendo con los Hippies, íbamos al Fillmore East, teníamos amigos que trabajaban con Andy Warhol, estuvimos en manifestaciones contra la guerra de Vietnam, en el estreno de Easy Rider. Los tipos querían hacer una revolución ahí dentro, no era algo ficticio. Fue algo que me marcó.»
Ciro Fogliatta. Biografía de Los Gatos. Diario argentino Página 12. Redactor, Claudio Kleiman: "El grupo que en los 60' inventó el rock en castellano", 10/08/02.

El guitarrista llamado para reemplazar a Kay era un joven del barrio de La Paternal conocido como Pappo, que había tocado con los primeros Abuelos de la Nada (1967), pero en ese momento estaba trabajando como sesionista con Carlos Bisso y su Conexión N°5 (1969). Él era el único que tenía el sonido y la técnica, que podía tocar blues con la autoridad de sus ídolos, Jimi Hendrix y Peter Green. La nueva formación debuta con un gran concierto en el Teatro Gran Rex. Esta segunda etapa dura algo más de un año y en su desarrollo también registran tres LPs.

Beat Nº 1 aparece a fines de 1969, y Rock de la mujer perdida a mediados de 1970. Con ellos, Los Gatos se incorporaban de lleno al pujante movimiento de música progresiva que tenía en el país como principales exponentes a Manal (1968) y Almendra (1967).

En Beat Nº 1 (curioso nombre para un álbum con el que precisamente estaban abandonando esa música por el blues rock), las composiciones de un inspirado Nebbia se unen fluidamente a la evolución musical del grupo, con espléndidos resultados como "Sueña y corre", "Escúchame, alúmbrame" y especialmente "Fuera de la ley", un tema de once minutos con extensos pasajes instrumentales, algo que nunca habían encarado anteriormente.

En Rock de la mujer perdida —el título original era Rock de la mujer podrido— las tendencias de rock y blues dentro del grupo —encabezadas por Pappo y Ciro— se hacen más pronunciadas, incluyendo hasta una improvisación colectiva, como "Invasión". Pero Litto también compuso espléndidos temas, como el rock’n’roll que da título al álbum, "Mujer de carbón", los blues "Los días de Actemio" —homenaje a un plomo de la banda— y "Blues de la calle 23".

Pappo, que recibió numerosas ofertas para convertirse en solista, deja Los Gatos para perseguir una orientación aún más blusera con su propio trío, Pappo's Blues (1970). Aun así, Los Gatos deciden perseverar, pero sin reemplazar el guitarrista. Alfredo pasa a la guitarra, Litto se hace cargo del bajo, y el grupo continúa como cuarteto. Los nuevos temas de esta etapa reflejan nuevamente los cambios que se estaban produciendo a nivel internacional, con el movimiento de Vuelta a la naturaleza representado por grupos como The Band (1958), y las carreras solistas de George Harrison y Eric Clapton. Se trata de temas simples y melódicos, con una instrumentación más acústica.

### 1970-1980
Sucesos: «La Revolución Argentina, Dictadura Cívico-Militar (1966-1973)» — «Operación Cóndor (1970-1980)» — «Elecciones Generales (1973)» — «Fallecimiento de Perón (1974)» — «La Triple A (1973-1976)»'
Cuero (1973) fue una banda efímera de música experimental cuyo primer LP, Tiempo después, aborda el estilo heavy rock y blues de los años 70 con ciertas influencias de grupos tales como Black Sabbath (1968) o Deep Purple (1968), de sus primeros discos. Tras la ruptura del grupo Piel de Pueblo (1972), banda de Pajarito Zaguri y Nacho Smilari —ex La Barra de Chocolate (1969), es que aparece esta formación con un LP, pese a que jamás se habían presentado en algún show previo como banda formal. Integrada por Ignacio Smilari en guitarra, Enrique Masllorens en bajo y Carlos Calabro en batería, luego de este álbum el grupo se separa, y tanto Smilari como Calabro viajan a Estados Unidos.

El primer disco fue bien recibido tanto en Argentina como en países latinoamericanos como Perú, Venezuela, Brasil y México. Tal es así, que la discográfica vuelve a llamar a Nacho Smilari para editar una segunda placa con el nombre de la banda.
Smilari, tras intentar fallidamente reclutar a sus anteriores compañeros para el segundo trabajo, convoca entre otros a Osvaldo López en batería —ex Los In(1964), banda del músico y compositor Francis Smith— y a Bernardo Baraj en saxos —ex Alma y Vida—.

El segundo LP, Crecimiento (1974), marcaría un giro en el estilo comparado con el primer disco, ya que se enfocaría más en el jazz-rock latino, con semejanzas a Carlos Santana, con muchos temas instrumentales de raíces afro y percusiones diversas. La escasa difusión del segundo álbum, sumado al cambio tan marcado del estilo musical, el cual no convenció a los seguidores que esperaban un segundo disco con similitudes al primero, hacen que la banda se separe definitivamente.

El material de Cuero nunca fue reeditado por el sello Music Hall en formato alguno, aunque existe una reedición no oficial —sin licencia del quebrado sello Music Hall— hecha en México de sus dos primeros trabajos en un solo CD, en el cual el segundo LP figura como bonus track.

También en México se editó en vinilo de manera no oficial, su primer LP Tiempo después, con una tirada de solo 300 copias. 
El sello Fonocal finalmente editó ambos discos en CD remasterizado en 2015.
En 1975 se lanzó Miguel Abuelo & Nada, correspondiente a la banda que Miguel Abuelo formó en Francia junto a otros músicos argentinos y chilenos que se encontraban exiliados.
Este disco incluyó temas de rock metálico mezclados con folk, no obstante, el álbum solo se lanzó en el mercado francés, por lo que no causó impacto en la escena argentina.

### 1980-1990

#### Primera etapa
Sucesos: «Guerra de las Malvinas (1982)» — 
«El final de la Dictadura Militar (1983)» — «La recuperación de la Democracia (1983)»''

El primer grupo de heavy metal en tener éxito fue Riff (1980). Eso quedó claramente establecido en el concierto que se tituló Adiós Pappo's Blues, Bienvenido Riff el 14 de noviembre de 1980, donde Pappo mostró la nueva cara de su música luego de haber tomado contacto con las nuevas influencias de la NWOBHM (1975) en el exterior.
El 2 de abril de 1982 las Fuerzas Armadas argentinas realizaron el desembarco en las islas Malvinas, lo que dio el comienzo a la guerra del Atlántico Sur. El 14 de junio de 1982, fue la fecha acordada del cese de hostilidades en Malvinas, aunque los británicos invadieron las Sándwich del Sur y el 20 de junio desalojaron las instalaciones de la Base Corbeta Uruguay de la Argentina, en el marco de la Operación Keyhole.
Durante la guerra de las Malvinas se dio inicio al «Fondo Patriótico Malvinas Argentinas». Así, luego de tres meses de donaciones para financiar la guerra, el punto más alto llegó el 8 de mayo, con la emisión del programa Las 24 horas de las Malvinas, producido por Argentina Televisora Color, en el cual se exaltaba el espíritu patriótico de la audiencia.
El 16 de mayo de 1982, se realizó en Buenos Aires Capital el Festival de la Solidaridad Latinoamericana, que reunió al menos a unas 70 000 personas, con el fin de reclamar paz, fortalecer la solidaridad hispanoamericana y reunir vituallas para los soldados en el frente. Algunos artistas como Virus (1980) y Los Violadores (1981), se negaron a participar del recital, porque consideraban que significaba apoyar a la dictadura y la guerra.

El festival tuvo un gran impacto histórico y cultural, abriendo un período de masificación del rock argentino, luego de ser perseguido y sospechado durante la dictadura autodenominada «Proceso de Reorganización Nacional». El acontecimiento dio lugar a un fuerte debate sobre la significación de la participación de los músicos y el público en el Festival de la Solidaridad.
Grupos del género punk como Los Violadores, Alerta Roja, Los Baraja y Los Laxantes; del heavy metal como V8; y de new wave como Virus, se manifestaban con un mensaje más directo, focalizado en atacar a la dictadura en sí misma y en denunciar a la Guerra de las Malvinas como una maniobra para esconder la realidad política. Canciones de V8 como "Muy cansado estoy" o "Voy a enloquecer"; "Comunicado 166", de Los Violadores; "Desocupación", de Alerta Roja;  y "El banquete", de Virus, sin caer en un pacifismo condescendiente, repudiaban tanto la guerra como la represión.
 
Mientras Riff abordaba temáticas más típicas de una banda de rock —mujeres, autos, rock, etcétera—, V8 (1979) se manifestaba en contra del sistema y las instituciones, con un estilo musical más "violento y simple" que el común del heavy metal, aunque sin llegar tampoco a ser un grupo punk. V8, sin saberlo, realizaron un estilo propio teniendo similitudes con el grupo Discharge (1977), banda punk-metal inglesa. Ellos implementaron en sus temas el estilo propio de dicha banda, también conocido como D-beat.

V8 comenzó como una banda común, con nulo o escaso público, pero se hizo conocida luego de un altercado durante su presentación en el festival BA Rock IV, el 8 de noviembre de 1982.

«Al salir a tocar vieron que nos salíamos de contexto y comenzaron a hacer blanco con nosotros… volaban naranjas, cachos de pizza, botellas, de todo. Osvaldo rompió la viola y los chabones se salvaron de que no se las tirara por la cabeza. Se coparon muy mal, se pudrió todo, Iorio insultaba a los hippies. Y vino lo peor: durante los dos temas que emitían en directo por la radio yo me trencé con un hippie que estaba enfurecido. Traté de calmar al jipón, pero el tipo seguía. Hasta que me rayé y le dije: «¡Vení, hippie de m…, subí acá que te reviento!». ¡Y justo me acordé que estaba saliendo todo en directo por la radio! Se armó un quilombo, pero no nos importaba nada. Y varios se coparon a pesar de todo.»
 Alberto Zamarbide. Biografía de V8. Extraída del libro Heavy Metal Argentino, pag. 62. Autores: Frank Blumetti y Carlos Parise, redactores de la Revista Madhouse.

En cuanto al contexto sociopolítico, en el transcurso de los años 1976 a 1983, Argentina atravesaba una etapa denominada «Proceso de Reorganización Nacional», dictadura gobernada por cuatro Juntas Militares sucesivas que designaron a sus respectivos «presidentes de facto», a saber: Jorge Rafael Videla, Roberto Eduardo Viola, Leopoldo Fortunato Galtieri y Reynaldo Benito Bignone.

La Guerra de las Malvinas fue en el año 1982, había comenzado un 2 de abril y terminado un 14 de junio. En noviembre de ese año, Argentina se encontraba bajo régimen dictatorial interino, ya que Leopoldo Galtieri había renunciado el 17 de junio.
 
Se avecinaba la recuperación de la democracia, pero esto sería recién el 30 de octubre de 1983.
Por su parte, V8 desde 1979, año de inicio del grupo, vociferaba rebelión en plena dictadura. No eran los únicos, ya que bandas como Los Violadores(1979) o Alerta Roja (1979) —esta última con un estilo asociado a representantes del rock radical vasco, como la banda Eskorbuto (1980)— le gritaban al sistema opresivo desde otro género como el punk (punk argentino). Así mismo, desde el folk contestatario de artistas como León Gieco, Piero o Pedro y Pablo, entre muchos otros, también se hacía lo mismo.

Durante su show, V8 se pelearon con el público presente, ya que estos pretendían ver otro tipo de bandas. Dicho público tenía una mayoritaria inclinación hippie, a quienes los metaleros les criticaban su falta de reacción contra los abusos del gobierno; y de hecho, V8 lo hacía en sus propias letras, cantando fragmentos como:

«Basta ya, de engaños;
el presente, es dolor;
y yo vivo, la realidad;
y de ella, es mi reacción;
Pues estoy cansado del llanto, que nunca algo me dio;
de la calma, y la paciencia, ante la represión!»
V8, "Momento de luchar". Álbum: Un paso más en la batalla. Editado en enero de 1985.

Aunque fueran rechazados por el público del B.A. Rock, otros metaleros con ideas similares se enteraron de la existencia de V8 y comenzaron a seguir al grupo, lo que aumentó su popularidad. V8 llegó a ser la banda más popular del género rockero argentino junto a Riff, logrando rebeldía en la gente influenciada por sus letras en contra del sistema. Algo común en aquel entonces en los recitales de todas las bandas heavy era que la gente no se limitaba a hacer pogo, sino que se ponía realmente violenta, al punto de destrozar los locales. Esto le daba muy mala imagen al heavy metal en los medios de prensa, y Riff era el grupo más recriminado, al ser el más conocido. Intentando terminar con dicha costumbre, Riff se presentó en el estadio de Ferrocarril Oeste bajo el eslogan "Riff termina el año sin cadenas". Pero al contrario de lo previsto, la violencia en dicho recital fue tan devastadora que el grupo se vio obligado a separarse.

«En diciembre de 1983 hicimos Riff en Ferro y la policía se fue durante el recital. El de Sadaic me dijo: "Che, no entra nadie". Claro, no entraba nadie por la puerta, entraban por los costados. Había 10 mil personas y 1500 entradas vendidas. Un chabón le tiró un tablón encendido a Danny Peyronel, que tocaba el teclado, y lo salvó el Ruso Verea tirándolo al piso, mientras la madera se clavaba en el Marshall. Era pesado porque veníamos de una dictadura, la gente tenía bronca. Nos pasaban cosas así porque no había quien nos asesorara. Hoy, en cambio, un pibe que quiera laburar con un grupo tiene 400 tipos que lo pueden ayudar. Las cosas suceden porque los pibes son secretarios de los grupos, confunden independencia con trabajar para sus amigos.»
Mundy Epifanio. Ex-productor y mánager de Riff. Suplemento NO, diario argentino Página 12, 10 de marzo de 2005.

El 30 de septiembre de 1984 se realiza el mítico Festivales Metálicos de Primavera, llevado a cabo en el Microestadio de Atlanta. Este festival estaba programado para los días viernes 21 y sábado 22 de septiembre de 1984, pero la lluvia no perdonó y postergó las fechas para el sábado 29 y domingo 30 de septiembre. El primer día dio inicio con la agrupación Tonelada (1981), luego llegarían 6L6 (primera banda de Guillermo Sánchez, ex bajista de Rata Blanca), 100DB —que más tarde pasaría a llamarse Kamikaze (1985)—, Súper Ratón (1982), Hangar (1979), Bloke (1980), y para cerrar la fecha Hellion (1982). Para el día sábado 30 los grupos partícipes fueron Belcebú (1981), Valdragon (1982), Nosferatu, Gran Mamut, Dhak (1981), 666, Thor (1982), y el cierre con V8 (1979).

V8 se presentarían nuevamente el sábado 6 de febrero de 1985, realizando un show en Lanús junto al grupo Thor. Pocos días antes, Zamarbide y Rowek habían viajado a Brasil para presenciar la primera edición del festival Rock in Rio; cuando regresan surge la idea de que el grupo viaje a Brasil a buscar nuevas posibilidades para el destino de la banda, creyendo que allí habría mejores condiciones para tocar, y fue así que V8, luego de 2 discos, se aleja por un tiempo de la actividad.

En marzo de 1985 sale a la venta un álbum split llamado Aleación, que contenía temas de V8, Thor, Riff y Bloke.
En Brasil surgen problemas entre los miembros de V8, por lo que Iorio y Zamarbide deciden regresar a la Argentina y seguir sin Rowek ni Civile, continuando la carrera con el prodigioso Adrián Cenci, de 17 años, y Miguel Roldán. La separación de Civile y Rowek tomó estado público el 19 de abril, fecha en la cual se presentó el grupo Quiet Riot(1968) en el Luna Park. Esa noche, Zamarbide difundió la noticia ante la gente.
Había llegado el año 1985 y con él el heavy vernáculo vivía su peor momento. Los pilares, Riff y V8, se separan ante la imposibilidad de tocar sin provocar desmanes, y Hellion había sido mal manejada y era repudiada por parte del público, por lo que se disuelve a las puertas de su segundo álbum. Tenían previsto grabar su segunda placa en los estudios privados de Dave Holland, baterista de Judas Priest (1969) —en momentos en los que Black Sabbath(1968) se encontraba grabando su undécimo álbum de estudio, Born Again—, y masterizarlo en Criteria Studios.
 
Para entonces, las diferencias entre los integrantes de Hellion se habían tornado insostenibles, a lo cual había que agregar los problemas legales derivados, en parte por lo que marcaba el mismo Mario Ian:

«Tuvimos muchos problemas con los socios de nuestro productor. Por ejemplo, jamás se nos liquidaron como correspondían las regalías por las ventas del disco, que tengo entendido fueron bastante buenas. Esa situación explotó después del show de Obras con Barón Rojo.»
Mario Ian. Revista Metal, mayo de 1985.

Sin sus grupos principales, la escena del metal argentino se vio debilitada por un par de años.

#### Segunda etapa
Sucesos: «Desestabilización Democrática (1987-1990)» — «Renuncia de Alfonsín (1989)»'
Considerando que la democracia se instauró en 1983 y que bajo el régimen de Leopoldo Galtieri solo se permitía escuchar música nacional, en retrospectiva, el intercambio cultural con Europa o Estados Unidos era tardío; o en última instancia restrictivo y no masivo. La validez de "que es lo actual" era relativo. No existía Internet ni tampoco los formatos multimedia. El conocimiento del mainstream internacional era a través de casetes, vinilos, o revistas para los adinerados. La importación de productos en relación con la música no era significativa y estaba considerada un lujo al alcance de unos pocos. El común ciudadano apenas si podía comprar casetes o vinilos de edición nacional, algunos de pésima calidad. 

«Era finales de los 70', principios de los 80'. Íbamos a ver a Tonelada, Iceberg, Legión, qué se yo. Igual no había tantos lugares ni bandas metaleras. La verdad que los shows a los que más iba eran en los que tocábamos. Había unos recitales que se organizaron en All Boys, donde tocaron Belcebú, Tonelada, La Führer Heavy Metal Band y nosotros: Cerbero. Otros festivales que recuerdo se llamaban 10000 watts, que los organizaba un tipo de la radio que pasaba heavy metal a la noche, Daniel Aguilar. Pensar que con la música que pasaba este tipo, vos grababas lo último que salía y te armabas tu compiladito metalero, aunque te pisaran o te cortaran el tema. Así quedaba. Mirá que locura...
En esa época, vos comprabas un disco y lo compartías, hacías venir a todos tus amigos a tu casa a escucharlo. Nos poníamos todos a escuchar el último de Maiden, por ejemplo. Éramos diez monos escuchando el disco. Porque lo había podido comprar uno, y lo compartíamos.
Yo nunca tuve un tocadiscos. Así que era uno de los que iba a escuchar. Calculá que en esa época no había ni casetes, así que no podías grabarlo. Así que si uno se compraba el disco y te lo prestaba, ése era el tiempo que tenías para escucharlo y memorizarlo. Cada vez que llegaba un disco era una fiesta.
Mi primera banda fue Cerbero, éramos pocos los que hacíamos heavy en esa época. Veníamos remando para tocar y mostrar nuestra música y entre todas esas bandas, estaba V8. Ellos tuvieron la suerte de sobresalir, de que alguien les diera bola para poder grabar un disco o que le den cabida para tocar en un BA ROCK. Es el comienzo del metal acá, en 1981.»
Revista argentina mavirockrevista: "'Tano' Romano, luchando por el metal", 5 de diciembre de 2012.

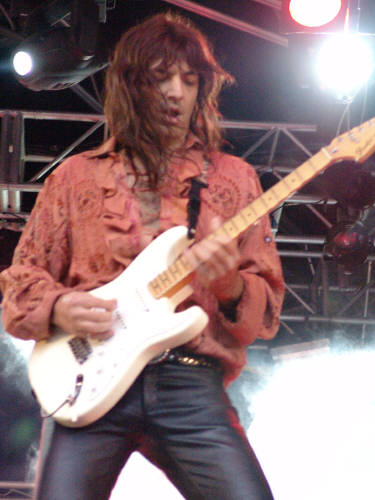
Walter Giardino, ex V8 y fundador de Rata Blanca, instaló el estilo del metal neoclásico en Argentina.

Mientras que en Estados Unidos a principio de los años 80 se gestaba la escena hardcore — en Argentina aquello explotaría recién a principios de los años 90, con grupos como N.D.I (1990) y su exitoso corte Ceguera Juvenil, o B.O.D (1990) tras la cortina del Buenos Aires Hardcore (BAH) como espejo.
En 1981, Venom (1979) lanzaría su aclamado álbum debut Welcome to Hell, el cual es indicado como el primer disco de black metal, thrash metal e incluso death metal, y es considerado un prototipo esencial de estos géneros. En 1984, en homenaje a una canción de Venom titulada "Mayhem with Mercy", nace Mayhem, icónica banda del black metal noruego. A nivel nacional, bandas de este estilo aparecerían recién en 1989 o en los noventa, sea el caso de Vibrion (1989), Crematorio (1990), Lobotomy (1992), entre otras.
Esto no es casual, ya que para el ciudadano promedio este era un estilo novedoso e incomprendido, con voces guturales de ultratumba acompañadas de un sonido estridente y demencial, junto a un mensaje e ideología proscrito, como acontece con el movimiento del black metal noruego. 
El heavy argentino comenzaría a resurgir en 1986, con la reunión de Riff y el regreso de V8. Ahora el heavy tenía cierta presencia en los medios, así como más público, más ventas de discos y más recitales. Tras 5 años del heavy metal en la escena argentina, el público se volvió más selectivo para con las bandas.
El esperado regreso de Riff se produce a fines de 1985 con el disco Riff VII. Michel Peyronel y "Boff" Serafine no serían parte, siendo reemplazados, respectivamente, por el baterista Oscar Moro —exmiembro de la mítica banda Los Gatos (1967) y del grupo Serú Girán (1977)— y por JAF, un joven músico prácticamente desconocido en ese entonces, quien asumiría el doble rol de segundo guitarrista y voz líder junto a Pappo. Es evidente el cambio de estilo en Riff VII, más cercano al hard rock, lanzado en octubre de aquel año por CBS, álbum en el cual descollaban la espectacular voz de JAF, la poderosa base rítmica de Vitico y Moro, y una buena porción de inspirados temas de Pappo, algunos de los cuales provenían de su reciente experiencia con el grupo brasileño Patrulha do Espaço (1977).
Esta reunión de Riff no duró mucho, ya que, acto seguido, Vitico y JAF se abocarían a sus carreras solistas, y Pappo formaría un grupo nuevo, denominado Pappo y Hoy no es Hoy (1986), efímero proyecto junto a "Boff" Serafine en segunda guitarra, del cual ha quedado como testimonio un disco de estudio llamado Plan diabólico (1987) y algunos videoclips.
 
Al poco tiempo, Pappo decide dejar de lado la promoción del disco para tomar rumbo hacia los Estados Unidos, donde se radica y forma el grupo Pappo & The Widowmakers (1988).
Idas y vueltas de por medio, en el transcurso de 1985, Ricardo Iorio y Alberto Zamarbide deciden rearmar V8. En una sucesión de músicos, convocan entre otros a Walter Giardino y Miguel Roldán en guitarras, y a Gustavo Andino en batería. Con esta nueva formación, V8 reaparece en los escenarios presentándose el 8 de septiembre de 1985 en la Biblioteca Popular de Olivos. A partir de ese entonces realizarían una serie de presentaciones, pero surgirían diferencias nuevamente, esta vez con Gustavo Andino y Walter Giardino. Este último para ese entonces ya estaba proyectando el grupo Rata Blanca (1985) junto a Gustavo Rowek y otros músicos.
Por ese entonces, incluso Gustavo Rowek era otra vez una posible opción para V8, pero éste impone condiciones económicas que no son aceptadas por sus excompañeros. Finalmente incorporarían a Adrián Cenci como baterista, prodigio de tan solo 17 años de edad y con un disco ya grabado a sus 16. La banda comienza el año 1986 presentándose el 18 de enero en el Pub Gracias Nena, local situado en el barrio de Chacarita, y para ese entonces Zamarbide y Roldán comienzan a cambiar de actitud como consecuencia de haberse volcado a la fe evangélica, dejando de lado las drogas y el alcohol.
En el mes de septiembre, V8 ingresa a los Estudios Panda para grabar un nuevo álbum, y durante la grabación del mismo comienzan a producirse algunas diferencias entre los integrantes de la banda. Iorio habría propuesto que el disco se titulara El vivo sustento del inquisidor —igual que uno de los temas— y había realizado para la tapa un dibujo que mostraba unos monjes quemando una cruz en una hoguera, con el logotipo de V8. Finalmente se opta por el nombre de El Fin de los Inicuos —otro de los temas del disco, compuesto por Iorio— y se elige una pintura de Hieronymus Bosch para el arte de tapa. El disco se graba en 100 horas debido al magro presupuesto ofrecido por la compañía discográfica, pero a pesar de ello, gana en musicalidad con respecto a los anteriores.
Las letras, a excepción de "Trágico siglo" —Zamarbide— y "Salmo 58" —con música de Roldán y textos de la Biblia—, fueron escritas por Iorio, quien abordaría una nueva temática volcada al pseudo cristianismo. Iorio alegaría tiempo más tarde que Zamarbide y Roldán querían cambiarle el sentido a sus letras, aunque el único caso concreto sería el de "Voy a enloquecer", tema compuesto originalmente por Iorio y "Chofa" Moreno, al cual Zamarbide propuso renombrar como "No enloqueceré" y adaptar su letra a fin de lograr una interpretación más acorde a su propio sentir.
El 17 de enero de 1987 abren el año tocando en la rockería Nasack Rock en Banfield, y en septiembre de ese año V8 forma parte de La 2° Fiesta del estudiante y la juventud, llevada a cabo durante cuatro jornadas con la organización de los municipios de Río Negro y Neuquén. Para ese entonces los ensayos siempre terminaban en largas discusiones debido a las diferencias ideológicas entre Iorio y el resto del grupo. Por un lado, Iorio creía en el espiritismo y los demás en el evangelio.
En octubre de 1987, V8 se presenta en Taiwán, un pequeño local del barrio porteño de San Telmo. Este sería el último show de V8, que se separaría luego de una diferencia de opiniones sobre una posible presentación en Colombia, en la cual Iorio se oponía a tocar "con un mensaje diferente" al que se conocía allí de la banda.

Finalmente, en una conversación telefónica con Zamarbide, Iorio intenta convencerlo de que deponga su actitud de aludir a la persona de Jesucristo en las canciones, y que despida del grupo a Miguel Roldán. Ante la negativa de Zamarbide de echar a Roldán, y preferir seguir siendo fiel a sus convicciones, Iorio abandona el grupo dando por finalizado a V8. Luego de su separación, V8 da origen a las siguientes bandas: Rata Blanca (Giardino y Rowek), Horcas (Civile), Hermética (Iorio) y Logos (Roldán, Cenci y Zamarbide).
1987 fue el año consagratorio para la agrupación Kamikaze (1985), un año en que comenzarían a cosechar los frutos de su empeño y devoción, obteniendo un lugar destacado dentro del espectro del heavy metal local. El 14 de noviembre de 1987 se presentaron en el Teatro Roca de Buenos Aires, en el marco del ciclo Rock de Primera. Compartirían fecha con los uruguayos Alvacast (1985), y los locales Riff (1980) y La Torre (1980), entre otros. Este espectáculo sería elegido por el público de la Revista Metal como el mejor del año, superando a unos retornados V8 con su show en el Pub Gasoline —el año de su separación—  y al debut de Rata Blanca (1985) en la Sala Luz y Fuerza.

#### Crisis de 1989
El primer semestre de 1989 no fue el período más apacible de la Argentina. El 23 de enero, el «Movimiento Todos por la Patria» realizó el copamiento del cuartel de La Tablada, que dejó un saldo de más de 39 muertos. Dicha agrupación política argumentó que buscaba una rebelión popular contra un nuevo levantamiento carapintada que ninguna información seria confirmó. Cabe acotar que hasta esa fecha hubo tres intentos militares: el 16 de abril de 1987, el 18 de enero de 1988 y el 1.º de diciembre de 1988.
En enero de 1989, durante el gobierno de Raúl Alfonsín, Enrique Gorriarán Merlo lideró el grupo armado Todos por la Patria, que intentó copar el Regimiento Militar de La Tablada, en el oeste del Gran Buenos Aires. El líder guerrillero justificó la toma diciendo que tenía el objetivo de impedir un supuesto golpe de Estado planeado por el entonces candidato a presidente Carlos Saúl Menem (luego presidente, entre 1989 y 1999) y el exmilitar Mohamed Alí Seineldín.

Para la investigadora Claudia Hilb, en cambio, un reducido grupo de personas encabezado por Gorriarán Merlo trató de fabricar un presente ficticio:

«Fabricar en primer lugar la «materia» a ser interpretada —el ficticio golpe carapintada— para sobre esta ficción erigir una mentira verosímil —fuimos a parar el golpe— que, bien instrumentada, deberá poder manipular ahora los sentimientos antigolpistas del pueblo en favor de la insurrección.»

A pesar de esta acusación de invención, hubo un alzamiento carapintada el año siguiente.
Por ese ataque, Gorriarán Merlo fue detenido en 1995 en México y extraditado hacia Argentina. El lunes 6 de febrero de 1989, estalló el Plan Primavera como secuela del Plan Austral. El ministro de Economía Juan Sourrouille comenzó a forjar su despedida cuando el dólar entró en una imparable espiral ascendente y, con él, los precios. Después sería el turno de la hiperinflación, que rondaría el 5 mil por ciento anual. Es de destacar que este importante proceso de hiperinflación, que afectó al país durante los meses de mayo y de junio de 1989, sería la primera crisis económica con brotes hiperinflacionarios a finales del gobierno de Raúl Alfonsín. Los graves problemas económicos se expresaron en una tasa de inflación del 343% para el año 1988 y el estallido de un proceso hiperinflacionario a partir de febrero de 1989 superior al 3000% anual, que hizo aumentar la pobreza hasta alcanzar un récord histórico hasta aquel entonces: 47,3% (octubre de 1989, Gran Buenos Aires). Como consecuencia, escaseaban los productos básicos en los supermercados y negocios, y los precios de los bienes disponibles llegaron a ser remarcados varias veces durante un mismo día.
El 28 de mayo de 1989, Alfonsín anunció la eventual implementación de un plan económico de emergencia. Durante esa misma noche comenzaron los primeros disturbios en Rosario —la principal ciudad industrial santafesina y la tercera ciudad más grande del país tras el Gran Buenos Aires y el Gran Córdoba—, cuando varias personas demandaban que algunos supermercados repartiesen comida gratuitamente, especialmente en los barrios del sur de la misma, donde estaban concentrados la mayoría de los principales supermercados.
 
Al día siguiente se diseminaron los disturbios hacia el corredor industrial cercano y hacia otras ciudades, habiendo estado en algunos casos acompañados por saqueos a supermercados, bloqueos de carreteras y cacerolazos.
El gobierno argentino estableció el estado de emergencia, más de 40 personas fueron arrestadas y por lo menos 14 murieron (20 según informes extraoficiales). Alfonsín renunció a su mandato de forma anticipada, unos cinco meses antes de la fecha que le correspondía ceder su cargo, la cual estaba originalmente pautada recién para el 10 de diciembre y Carlos Saúl Menem asumió como Presidente el 8 de julio de 1989. Cabe destacar que el 3 de diciembre de 1990 surge el cuarto y último levantamiento carapintada en protesta contra la creciente injerencia del poder político en la cúpula militar.

### 1990-2000

#### Primera etapa
Sucesos: «El Menemismo (1989-1999)» — «Desestabilización Democrática (1989)» — «Atentado a la Embajada de Israel (1992)» — «Atentado a la Asociación Mutual Israelita Argentina (1994)»'

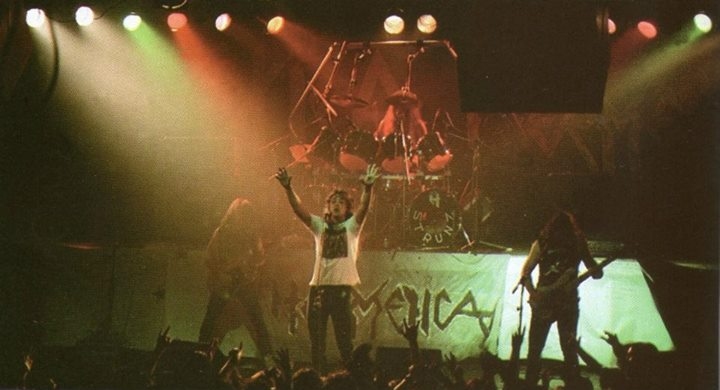
Hermética en concierto.

A finales de los años 80 y principios de los 90, unos años más tarde que en el resto del mundo, comenzaron a aparecer en la Argentina grupos de hard rock, thrash, doom, black y death metal. El hard rock, que siempre fue fuerte a nivel mundial pero no muy escuchado en Argentina, ganó popularidad a fines de la década del 80, practicado por numerosos grupos como Alakrán, Zero, Kamikaze, Street, Nerón, Fiesta Americana, Kraken, Whisky, Rose, Yeah, Escocia, Rojo Caliente, M-19, Montreal y Rocket, entre otros.
A mediados de los años 80 surge Rata Blanca, fundada por Walter Giardino y Gustavo Rowek —ambos ex V8—, con la propuesta de combinar heavy metal con música clásica, iniciando así en el país el estilo del metal neoclásico. Sacan su primer disco, titulado Rata Blanca, en 1988, y a pesar del éxito con hits como "El sueño de la gitana" y "Chico callejero", su mejor época vendría en 1990 con el álbum Magos, espadas y rosas, que los llevó a recorrer gran parte de Latinoamérica y demás países del mundo.
El sonido del heavy metal clásico de Rata Blanca se iría alejando en 1991 por otro más ligado al power metal. En dicho año, harían una fecha en el estadio de Vélez Sarsfield, presentando su álbum Guerrero del Arco Iris ante más de 30.000 personas, cifra que ninguna banda metalera argentina logró antes ni después.

Hacia 1993 experimentan con un estilo más duro y agresivo, hasta que en 1997 Giardino decide separar la banda y formar Temple, su proyecto solista, el cual tenía un sonido similar a su anterior grupo. Ya en el año 2000, Temple se queda sin músicos, por lo que Giardino decide reunir nuevamente a Adrián Barilari, Guillermo Sánchez, Hugo Bistolfi, Gustavo Rowek y Sergio Berdichevsky. Estos dos últimos no aceptarían la propuesta ya que estaban ocupados con su nueva banda, pero Rowek recomendaría a Fernando Scarcella para ocupar el puesto de baterista. Esta nueva formación es la que tiempo después se presenta en Bolivia bajo el nombre de Rata Blanca, ante 15.000 personas. Tras esto, la banda adopta un estilo más hard rock, pero también mantiene la línea del heavy metal.
Por otro lado, comienzan a surgir numerosos grupos de trash metal, como Ultraje, Rapier, Caos, Advertencia y Sentencia, pero principalmente se destacan Horcas (1988), Lethal (1987), Hermética (1988) y Tren Loco (1990).
Lethal, ya desde sus inicios en 1987, buscó incursionar en el mercado angloparlante, con composiciones netamente en inglés. En 1988 había aparecido el primer demo de la banda, el cual contenía dos temas, "Acid Dreams" y "Welcome to my Kingdom". En 1990 editan Bienvenidos a mi Reino bajo el Sello Halley Records, álbum que contenía nueve canciones y de las cuales cuatro estaban cantadas en castellano. En 1992 aparece el LP Warriors, del cual se destaca el corte "Warriors in the Night".

«La verdad es que siempre nos gustó la fonética para cantar este estilo y desde un comienzo allá por el 86’, 87’ no había una gran escena musical abierta. Entonces nos contactábamos con bandas y mandábamos material para Europa y Estados Unidos, que nos pedían que cantemos en inglés, aparte teníamos la facilidad del idioma por el Yankee, que recién llegaba de Estados Unidos y todos escuchábamos bandas de afuera. Con el tiempo fuimos comprendiendo que la gente necesitaba entender lo que cantábamos, para poder compartir en los shows y cantar junto a la banda. Eso fue motivando el cambio que se dio progresivamente.»
Portal argentino Metal Argento. Entrevista a "Tito" García, septiembre de 2014.

En el transcurso de 1991 fueron soporte de los brasileros Sepultura (1984) en la discoteca Halley, y de Ratos de Porão (1981) en la ciudad de Córdoba. Compartirían fecha con Chopper, de Uruguay, y participaron del recital Halley en Obras III. De igual forma, compartieron escenario con Outpatients en 1992, con Anthrax en 1993, e incluso con Pantera en la cancha de Ferro en 1995.
Para 1991, Tren Loco ya era una banda con cierta experiencia entre sus integrantes. Con una propuesta de blues rock pesado, a principios de los años 80 Gustavo Zavala y Rubén "Turco" Atala forman el grupo Antares (1981), que luego sería llamado Apocalipsis a partir de 1984, y más tarde Tren Loco en 1990.

Por aquel entonces, el cantante Carlos Cabral era parte de la agrupación Dhak (1981), grupo al que abandona luego de una gira por Brasil en 1985. Cabral se uniría a Apocalipsis en 1987, en reemplazo de Horacio Giménez, y es en esta última etapa que componen y editan su segundo demo.

Apocalipsis se disuelve en 1989 y algunas composiciones de este periodo pasarían a formar parte de Tempestades, el primer demo de Tren Loco, editado en enero de 1991. En septiembre de 1991 se presentan en el Estadio Obras, en el Certamen Yamaha Band Explosion.
 
Entre bandas argentinas y uruguayas lograrían el primer puesto en Buenos Aires, premio que les otorga el pasaje a Japón en octubre de 1991, y allí ganan El Premio Especial del Jurado, superando a agrupaciones de Inglaterra y Estados Unidos. Al regreso de Japón firmarían contrato con la disquera PolyGram.
Hermética, sólo a fuerza de sus letras profundas y personales de descontento social, sin tener videoclips o una difusión radial o mediática importante, se estableció firmemente en la escena e influenció a gran parte de las nuevas bandas y el público. Incluso, por arrastre, V8, la banda anterior de Ricardo Iorio, principal responsable de ambos grupos, alcanzó un nivel de popularidad mucho mayor del que tuvo en vida. Hermética —al igual que V8 y luego Almafuerte— marcó un antes y un después en el heavy metal nacional de pura cepa, con su sonido "seco y brutal", como lo llamaban sus integrantes y seguidores. Hermética consiguió una popularidad impensada, convirtiéndose en grupo soporte de grandes bandas del género, como Motörhead y Black Sabbath. Incluso, participaron en festivales heavys junto a otras bandas como Slayer y Kiss. Sin duda, era el momento de Hermética, ya que se había convertido en la mayor y más popular banda heavy metal del entorno nacional del momento.
Durante el gobierno de Carlos Menem se dictó la Ley de Convertibilidad, que equiparaba el precio de 10.000 australes (o posteriormente un peso) al de un dólar estadounidense. Esto permitió por un lado la entrada masiva de discos importados de grupos extranjeros (que hasta entonces eran editados por discográficas locales), así como también la contratación de gran cantidad de bandas para dar recitales en el país. Si bien en los años 80 llegaban grupos extranjeros con muy poca frecuencia, es a partir de los 90 que comenzaron a presentarse prácticamente cada fin de semana.

#### Segunda etapa
Sucesos: «Muerte de Osvaldo Civile (1999)»'

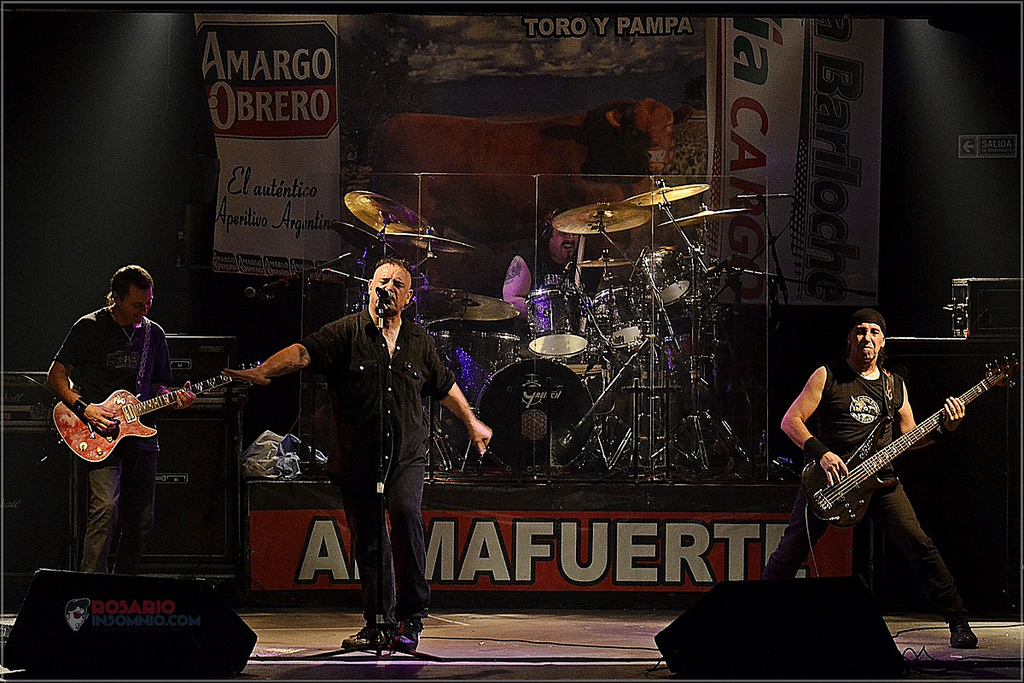
Tras la separación de Hermética, Ricardo Iorio forma Almafuerte en 1995.

A principios de 1995, el heavy metal argentino se vio conmocionado por la separación de Hermética. De dicho grupo, el líder y compositor Ricardo Iorio formó Almafuerte, y sus excompañeros Malón. En aquel entonces se acusarían respectivamente por precipitar la disolución del grupo. La banda se separa después de los exitosos conciertos de 1994, y el público se dividió entre ambos grupos, comenzando una feroz rivalidad.

A partir de aquel momento, por un tiempo no hubo bandas de heavy metal que se destacaran a nivel de convocatoria por sobre las otras. Ni Almafuerte ni Malón lograron mantener los niveles de convocatoria que había alcanzado Hermética, aun cuando Almafuerte en 1998 llenara el microestadio de Parque Sarmiento, en Buenos Aires.
El 12 de abril de 1996, en el estadio de Morón, comenzaría el festival itinerante Metal Rock Festival I, que daba inicio a una gira que recorrió una veintena de localidades de la Argentina, y que presentaba a Horcas, Logos, Rata Blanca y Vibrion como bandas principales, junto a grupos soporte locales. El 13 de abril en el estadio de Obras rindieron homenaje a V8 los exmiembros de la mítica banda. Si bien fue invitado Ricardo Iorio, este se negó a participar del encuentro. Los temas de V8 interpretados aquella noche formarían parte del disco en vivo V8 - Homenaje.

Por su parte, A.N.I.M.A.L. era un grupo en ascenso, y la mayor parte de su público estaba entre los más jóvenes, que recién descubrían el heavy metal. Asimismo, Halógena, banda liderada por Pablo Olivares, con su disco Perdiste, logra tocar con bandas internacionales como Megadeth, Skid Row, Whitesnake y Queensryche. También Horcas(1988) aumentó su popularidad, al redefinir su estilo tras la entrada de Walter Meza. En cuanto a Logos, se separó a fines de los años 90 y lo mismo pasó con Malón, Lethal y Nepal.
Sobre el final de la década surgió Imperio, agrupación ligada al power metal. Aunque se separaron luego de dos discos de estudio, su líder Gustavo Gorosito junto al guitarrista Pablo Gamarra, retomaron la actividad de la banda editando un DVD más un CD en vivo en el 2008, además de un nuevo disco de estudio en el 2010. Actualmente, es considerada la banda más representativa de su género en el país. Otras bandas en surgimiento a fines de los 90 fueron Patán, orientada al heavy tradicional, Jason y Reacción.
Al comenzar la década del 2000, las nuevas agrupaciones perfilan un sonido más inclinado hacia el power metal o al heavy metal clásico, alejándose del thrash. En aquel momento hubo un marcado descenso en la actividad cuando tuvo lugar la crisis económica de Argentina de diciembre de 2001, hecho que afectó a las bandas, sellos, clubes y medios de difusión.

### 2000-2010

#### Primera etapa
Sucesos: «Crisis del 2001» — «Tragedia de República de Cromañón (2004)»'
Durante la segunda crisis económica con brotes hiperinflacionarios de fines de 2001 y como consecuencia, su posterior y caótico desenlace, que significó la destitución de Fernando de la Rúa como presidente de la república, se cerraron las revistas Madhouse y Epopeya. Muchos locales debieron bajar sus persianas y se separaron muchas bandas a causa del impacto económico en la vida cotidiana. Con el fin de la paridad cambiaria aumentaba el precio del dólar y las visitas de grupos extranjeros se vieron enormemente disminuidas. El precio de los CDs importados, es decir, aquellos no editados por sellos locales, también aumentó. Esta situación comenzó a revertirse lentamente un tiempo después, pero entonces la actividad volvió a detenerse a fines de 2004, debido al trágico incendio de República de Cromañón, un local bailable de Buenos Aires Capital, en el que murieron 194 personas durante un concierto de la banda de rock'n roll clásico Callejeros. Hasta el día del incendio del local República de Cromañón, el 30 de diciembre de 2004, el siniestro de Kheyvis había sido la peor tragedia en un club nocturno en la historia de la Argentina.

#### Segunda etapa
Sucesos: «Muerte de Pappo (2005)»'

### 2010-2020

#### Presente del género
En la actualidad, bandas como Almafuerte Rata Blanca, Malón, O'Connor, Carajo, Horcas, Rojo Sangre Hard Rock, Tren Loco, Plan 4, A.N.I.M.A.L, Skiltron,  Triddana, Lörihen, Azeroth, Asspera, Tersivel, Helker, Mathras, Mala Reina, Chevy Negra, D.e.v.a.s.t.a.d.o.r, No Guerra, V.I.D.A, Against  y Beto Vázquez Infinity  son consideradas las más populares del país. Entre los cantantes de mayor relevancia de la escena del heavy metal local se encuentran: Adrián Barilari, Diego Valdez, Walter Meza, Ricardo Iorio, Andrés Giménez, Christian Bertoncelli, Alberto Zamarbide, Marcelo Corvalán, Mario Ian y Claudio O'Connor, entre otros. Pese a sus idas y vueltas y a sus dificultades, el heavy metal parece seguir su lema de "luchar y vencer" y está entrando en un nuevo período de crecimiento gracias a la difusión de la música en formato multimedia.

## Los géneros delheavy metalen el país
Una de las razones por las cuales el heavy metal es un tema amplio y complejo de analizar, describir y finalmente difundir es porque más allá de ser un estilo musical, dentro de su conformación existen personas de todo tipo y con las más variadas características, lo que genera que allí adentro haya ideologías, puntos de vista, afinidades, rechazos y hasta antagonismos, sea por idiosincrasia y religión, por visiones políticas y sociales, por guerra de estilos musicales, por autenticidad y crítica de la pose, por relación con otras subculturas, por discriminación y rechazo social o por aspectos sociales, entre otras cuestiones. Lejos de ser algo negativo, es una respuesta natural que haya ciertos conflictos en un estilo en donde conviven tantas personas, al fin y al cabo eso le da cierta jerarquía al alejarse de ser solo un movimiento sin roces, totalmente formado y acabado, ya que el conflicto lo desarrolla y lo hace crecer.

Una teoría sociológica describe que para definirse "a sí mismo" por lo general se define quien es "el otro", aquél que es contrario a lo que uno es. El heavy metal como género rockero tiene una amplia gama de "aquellos otros" fuera del movimiento con los cuales diferenciarse, pero lo particular es cuando "esos otros" están adentro y en los casos más combativos, se los rechaza como parte del género. El principal actor de esto en el heavy metal argentino siempre ha sido el glam metal.

### Black metal
Lista de bandas argentinas de black metal
El subgénero tiene su antecedente en la banda Cerbero, cuyo sonido y estética se acercaban más al proto-black metal de bandas extranjeras como Venom o Celtic Frost. Cabe destacar que varios de sus miembros fueron figuras claves en la formación de la escena pesada argentina, entre ellos Antonio "Tano" Romano, Beto Ceriotti, Carlos Cuadrado y Willy Caballero. Archivado el 30 de octubre de 2020 en Wayback Machine. Sus letras contenían una particular mezcla de contenido social y anticristianismo, denunciando la complicidad de la iglesia católica argentina con el golpe militar de 1976.
Posteriormente, en los años 90 surgieron gran cantidad de bandas con un estilo más cercano al black metal noruego de Darkthrone o Immortal. Entre ellas se encontraban Infierno (1989) y Sartan (1991). De esta última se desprendería Profecium (1993), que grabaría 2 discos, Satanás —el primer LP black metal de Argentina— y Socialismo Satánico —el primer LP de black metal anarquista a nivel mundial—. Los miembros de Sartan y Profecium también participaron (e iniciaron) Poder Negro en 1995, una unión entre las escenas punk y metaleras del oeste de Buenos Aires que esgrimía ideales antifascistas y mantenía lazos políticos con el trotskismo. Archivado el 17 de noviembre de 2020 en Wayback Machine.
Por esos años, un grupo de satanistas formaron su propia banda, Panikos, en 1996. Todos sus miembros continuarían con otros proyectos, como Austrum (2001), Gevurahel (2001) y Grima Morstua (1999). Otros grupos con ideología satanista con varios años de trayectoria son Infernus (2004) y Culto Macabro (2004), ambas de la ciudad de Rosario y que comparten a varios integrantes. Para mediados de la década del 2000, aparecieron también grupos con una ideología nihilista por fuera del satanismo, como Lure of Flames (2005) o Viento Patagónico (2006).
A comienzos del 2000 Argentina desarrolló a su vez una escena de black metal nacionalsocialista centrada alrededor del Southern Elite Club, una agrupación de artistas con ideas de derecha que operó clandestinamente. Entre las bandas de este subgénero destacaron Nachtgeblüt (2001), Campo de Mayo (2002) y Furor (2002). Las bandas de este círculo mantienen lazos con agrupaciones neonazis como Legión Pretoriana o fanzines como Sangre y Gloria.
Al mismo tiempo, nacieron bandas con un contenido lírico muy diverso, como la banda parodia The True Mierdum (2006) o el proyecto unipersonal VII Batallón de la Muerte (2007), cuyas letras hacen referencia a la historia argentina. También emergió el black metal sinfónico, cuyos pioneros Inferi (1997) lograron girar por Europa, presentándose junto a referentes como Hate o Vesania. Otros exponentes del subgénero son Mortuorial Eclipse (2007) y Lord Mortt (2012). Incluso se dio la fusión del black y el death metal a la manera de Behemoth, con la banda Lepergod (2013), la cual llegó a tocar en el festival Wacken Open Air.
Para la década del 2010, comenzó a llevarse a cabo una lenta renovación en la escena local. Wulfshon (2004), Wolver's Winter (2008), Abreacción (2011) y Genuflexión (2014) fueron algunos de los artistas que viraron hacia sonidos más esotéricos y paganos, con una estética ligada a la naturaleza y a la espiritualidad. En paralelo, Dead Rooster (2010) y Congregación Salesiana (2011) tomaron influencia del sludge metal y del stoner rock. Finalmente, bandas como Dragonauta (1999) en su disco Entropicornio , Heksabort (2009) o Uroboros (2012) fusionaron el black metal con elementos progresivos inspirados en bandas como Enslaved, Solefald o Sigh.
Actualmente, la escena argentina está en su mayor momento de renovación con la aparición de un nuevo black metal que rompe con los clichés del género y abraza influencias tan variadas como el avant-garde, el shoegaze, el rock gótico, la música experimental y la psicodelia oscura. Figura importante en esta revitalización es Marcos Agüero, quien está detrás de proyectos como Huszar (2015), Offenbarung (2017) y Ühtceare (2017). Entre estas nuevas bandas se puede citar a Downfall of Nur (2013), Psicosfera (2013), Acathexis (2016) o IER (2016).

### Death metal
Lista de bandas argentinas de death metal
El death metal se compone de subgéneros como el melodic, brutal, slam, technical, brutal technical, death progresivo y death sinfónico, y a su vez también se encuentran fusiones como el thrasher death, blackened death, deathgrind, industrial death y deathcore.
En los años 80, exploraron estos estilos bandas como Cerbero (1984), La Führer Heavy Metal Band, Cancerbero (1986), Reino Sangriento (1988), Gastre (1987) y Luger, entre otras. Ya a comienzos de los años 90, surgieron grupos que supieron abrirse paso en la escena nacional e internacional, aun perteneciendo a la denominada "movida under". Tal es el caso de Escabios (1988), Vibrion (1989), Exterminio (1989), Lobotomy (1992) y Jesus Martyr (1994), por solo mencionar algunas formaciones. Siendo éste un género no masivo en el país, en la actualidad algunas bandas desarrollan los estilos, a veces bajo el nombre de metal extremo argentino —también llamado extreme metal—.
Dentro de los subgéneros del death metal como el slam/ brutal, aparecen Vibrion, Jesus Martyr y Lobotomy. Las más populares del melodic death son Nafak (2003), Embodiment (2000), Mastifal (1995) —más orientados al death thrash— y actualmente V.I.D.A (2002) -que combina los elementos más representativos del death, thrash y groove metal-, Warbreed (2005) —con un sonido muy al estilo del gothenburg swedish metal— NEM (2008), Nekron (2006), Rigor Mortis (1994), Insurrección (2003) y Einher Skald (2001). También destacan el death thrash de Climatic Terra (2004) o el technical death de Blood Dress (2007).

### Doom metal
Lista de bandas argentinas de doom metal
Al referirse a este estilo, muchos destacan a Black Sabbath (1968) como los precursores del mismo, más precisamente con Paranoid (1970), la segunda placa de los británicos. 

«Un cine, en la acera al frente del local de ensayo de la banda, estaba mostrando una película de terror de 1963 dirigida por Mario Bava, con Boris Karloff como protagonista, llamada Black Sabbath, en italiano (su idioma original): I tre volti della paura; en español: Las tres caras del miedo. Mientras veía a la gente que hacía cola para ver la película, Butler notó que «era raro ver que la gente gastase tanto dinero para ver películas de miedo». Después de esto escribió la letra de una canción llamada «Black Sabbath», inspirada en el trabajo del escritor ocultista Dennis Wheatley y en una visión que había tenido Butler sobre una figura negra encapuchada a los pies de su cama. Haciendo uso, sin ser conscientes de ello, del tritono, conocido también como el «Intervalo del Diablo», el sonido siniestro y las oscuras letras de la canción empujaron a la banda en una dirección más oscura, en intenso contraste con la música popular de finales de los años 1960, dominada por el flower power, la música folk y la cultura hippie. Inspirada por ese nuevo sonido, la banda cambió su nombre a Black Sabbath en agosto de 1969 y tomó la decisión de centrarse en componer material similar, en un intento de crear el equivalente musical a las películas de terror.»
 Biografía de la banda británica Black Sabbath.

Otro exponente foráneo en los inicios de este género fue la banda estadounidense Pentagram (1971). En Argentina, en los años 80 aparecen bandas como Averno (1988), de Bahía Blanca, o Ejecución (1988), de Buenos Aires. Ya en los años 90, surge Pandemia (1992) y su recordado corte "Tenebrous Subconscious". Luego vendrían bandas como Exequias (1994), Corpus Christi (1995), Mesthyta (1995), Agonistica (1995), The Unborn (1996), Seol (1997), In Eternum (1998), Luz de Invierno (1998), As Darkness Fell (1999), Black Funeral (1999) y Dragonauta (1999).

### Experimental metal
Lista de bandas argentinas de experimental metal

### Folk metal
Lista de bandas argentinas de folk metal
El heavy metal argentino posee también representantes del subgénero denominado folk metal, el cual se caracteriza por la incorporación de cantos, melodías y ritmos tradicionales. Existen bandas de folk metal orientadas al folclore europeo, como es el caso de Skiltron (2004), Tersivel (2004), Triddana (2011) o Cernunnos (2016), quienes incorporan melodías y/o instrumentos de la música tradicional de Europa, como gaitas, violines, etcétera, fusionados con heavy metal; y existen bandas de folk metal orientadas al folclore latinoamericano. También hay una corriente de folk metal basada en mundos fantásticos, como el de J. R. R. Tolkien. Este es el caso de Tengwar (2003), banda que utiliza gaita, violín e instrumentos medievales, sumados a coros populosos, con los que logran buenas melodías sumadas a la fuerza del heavy metal.
El folk metal latinoamericano se hace presente en la escena del heavy metal nacional incorporando melodías, ritmos e instrumentos propios del folclore latinoamericano. Carnavalitos, zambas, cuecas e incluso el tango (considerado también folclore rioplatense), se fusionan con diferentes estilos de heavy metal. Tal es el caso de Arraigo (2004), banda argentina que mediante la incorporación de instrumentos como el bandoneón, charango, quena, cajón peruano, bombo legüero, etcétera, de la misma forma que Zaedyus (2015), fusionan ritmos de la música popular argentina (tango y folklore) y metal progresivo,  logrando una estética de heavy metal con clara identidad latinoamericana.

### Glam metal
En los años 70 surge en el Reino Unido un subgénero del glam rock enmarcado en el hard rock y el heavy metal, que se denominó glam metal, y cuya estética debe mucho a la imagen de los estadounidenses New York Dolls (1971), y a la espectacularidad del shock rock. Si por algo se caracterizaba este estilo es por la importancia de la estética. Frente a la imagen del "macho-rock" imperante en esos días, se rebelaron, dando uso a elementos del vestir tradicionalmente femeninos, y exhibiendo una actitud descarada y provocativa.

Marc Bolan y David Bowie fueron exponentes pioneros del glam rock que influyeron al glam metal con "hallazgos estéticos" como los estampados de leopardo, las galeras, los trajes futuristas brillantes, botas con plataforma, peinados imposibles y los kilos de maquillaje y purpurina que utilizaban. Bowie contribuyó tanto a la estética como al maquillaje al inspirarse en travestis neoyorquinos del entorno de Andy Warhol, por cuya estética sentía predilección.
 
De igual modo, The New York Dolls (1971) —con su ropa de vinilo colorida, peinados cardados, el look travestido y el maquillaje— posteriormente darían paso al naciente punk rock.
Exponentes internacionales fueron Bon Jovi (1983), Kiss (1973), Vinnie Vincent Invasion (1984), Stryper (1983), Guns N' Roses (1985), W.A.S.P. (1982), Quiet Riot (1973), Twisted Sister (1973), Mötley Crüe (1981), Ratt (1978), Skid Row (1986), Poison (1983), Europe (1979), Cinderella (1982), Whitesnake (1978), White Lion (1983) y Van Halen (1972).
Ya terminandos los años ochenta, mientras que en el resto del mundo se perfilaba una decadencia del soft metal, Argentina, ajeno a la tendencia internacional, veía un tardío esplendor de este género. En la escena metálica glamster dominaba Alakrán (1985), nóveles teloneros de Bon Jovi en su primera visita al país. También estaban Escocia (1987), Bravo (1989), Curly (1989), Fiesta Americana (1988), Deja Vú (1990), Street (1985), Dreams, Faust, entre otras. No todas las bandas eran realmente buenas, pero en aquel entonces el mercado nacional estaba en su auge. Esta situación incentivó la aparición de bandas que lograban su espacio televisivo, se declaraban influenciadas en el plano nacional por grupos como Alakrán (1985) o Hellion (1981), y obtenían quizás mayor éxito que la banda a la cual admiraban y que venía peleando desde hacía años para abrir ese espacio. Más tarde, bandas como Rojo Sangre (2017), fuertemente influenciados por Alakrán y Mötley Crüe, continuarían el legado del glam metal en el país.

### Gothic metal
Lista de bandas argentinas de gothic metal

### Grindcore
Lista de bandas argentinas de grindcore

### Groove metal
Lista de bandas argentinas de groove metal
Reconocidas bandas en el plano nacional como Asspera (2000) y Plan 4 (2004) pertenecen al subgénero del groove metal. En los comienzos del estilo, se destacaron Raptor (1994), Mate Cosido (1995) y Genética (1998); Cinical (1998), de Mendoza; Nocivo (1998), de Alta Gracia, Córdoba; Simbiosis (1998), Asspera, Plan 4 y Faxión (2005), de Buenos Aires; Sessions (2007), de General Pacheco, Buenos Aires; Sheitan (2007); Vikingo (2007), desde Avellaneda, Buenos Aires; Zorra (2008); Retrovertigo (2009), desde Ezeiza, Buenos Aires; Leticia Soma (2010); Terra (2013), desde La Plata; NUM (2013); y Varacat (2014), entre otras.

### Hard rock
Lista de bandas argentinas de hard rock
Dentro del hard rock argentino se destacan Orions (1969); El Reloj (1970), con Juan Espósito, ex Almafuerte, en batería y Gustavo Cipriano, ex RetroSatan en voces; Hermes (1977); Riff (1980), con Pappo en la guitarra y voz, "Vitico" Bereciartúa en bajo, Nicolás Bereciartúa en guitarra y Michel Peyronel en batería;
Val Dragon (1982), con Beto Ceriotti en bajo y Claudio Marciello en guitarra, ambos actuales Almafuerte; 14-22 (1983), con Adrián Cenci, ex Logos y V8, en batería; Wizard (1991), de la ciudad de La Plata, con Carlos Perigo, ex Rata Blanca y Horcas, en voces; Halcón Milenario (1992) desde Mendoza; Khalos Daimon (1992); La Naranja (1992); Alvear Oeste (1993); Alianza (1994), con Adrian Barilari en voz y Hugo Bistolfi en teclados, actuales Rata Blanca; Replica (1994); O'Connor (1998), con Hernán García, ex Alakrán, en bajo, Pablo Naydón, también ex Alakrán, en batería, y Claudio O'Connor, ex Hermética y Mark I y actual Malón, en voces; Montreal (1999), con Gustavo Ruben y Sergio Marti ambos actuales Mathras, Chevy Negra (2008) con Gau Barrera ex Motor V y Vorax en bajo y voz; ACIAR (2010), con Santiago Aciar, exvocalista de Mathras, en voces.

### Heavy metal tradicional
Lista de bandas argentinas de heavy metal tradicional

### Metal industrial
Lista de bandas argentinas de metal industrial

### Metalcore
Lista de bandas argentinas de metalcore

### Metal alternativo
Lista de bandas argentinas de metal alternativo
Dentro de este subgénero, se destacan en Argentina bandas como Mala Reina, Serpiente Original, Víctimas de Víctimas y Arden.

### Nü Metal
Lista de bandas argentinas de nü metal
Los principales exponentes del nü metal argentino son A.N.I.M.A.L. (1991) y Carajo (2001). Con un estilo nü metal, hardcore y metal alternativo, están los santafesinos Cabezones (1994) y Mala Reina (2007), de San Andrés de Giles. También se puede nombrar a Digital Opera, banda con mucha influencia de Crazy Town y de otras bandas extranjeras. Dentro de los subgéneros nü metal, thrash y death metal se destaca la agrupación Mortem (1996). Con tendencias al nü metal, groove metal, metal industrial y metal alternativo, se puede nombrar a Bruthal 6 (1998). Por su parte, Timmy O' Tool (1996) se destaca en la fusión del nü metal, rapcore y metal alternativo; mientras que Nativo (1998) desarrolla un sonido apegado al nü metal, hard rock y metal alternativo.

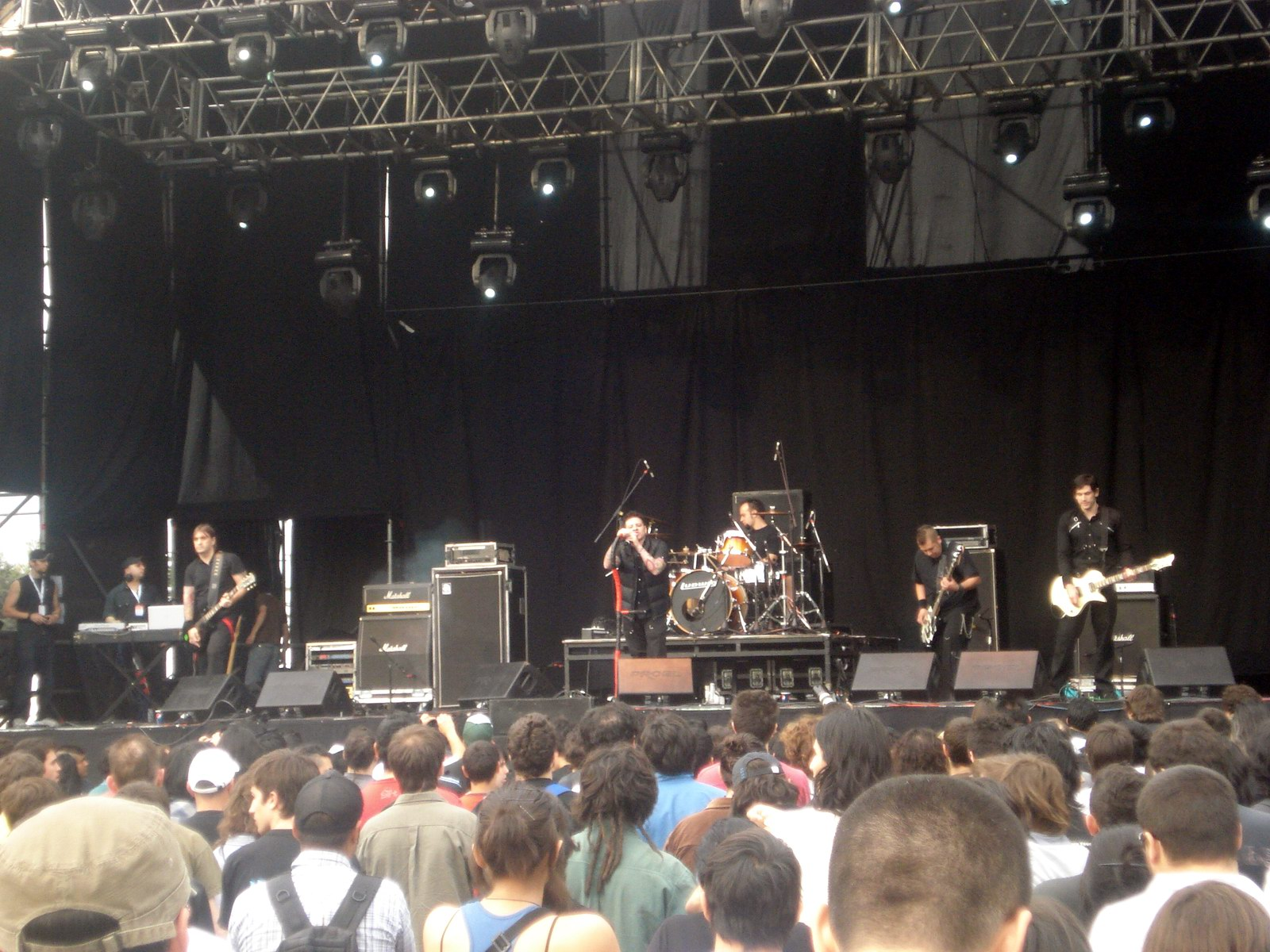
Cabezones en 2010.
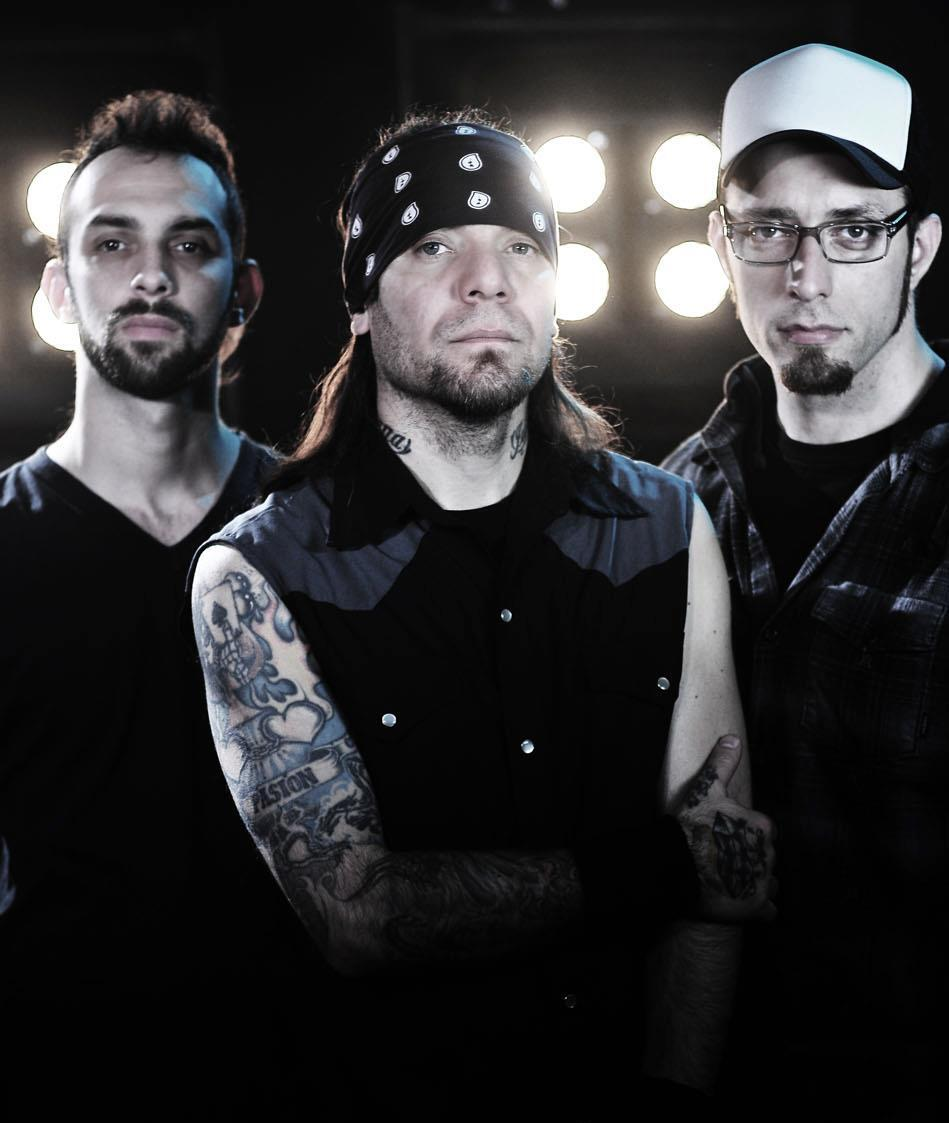
Carajo en 2012.

### Power metal
Lista de bandas argentinas de power metal

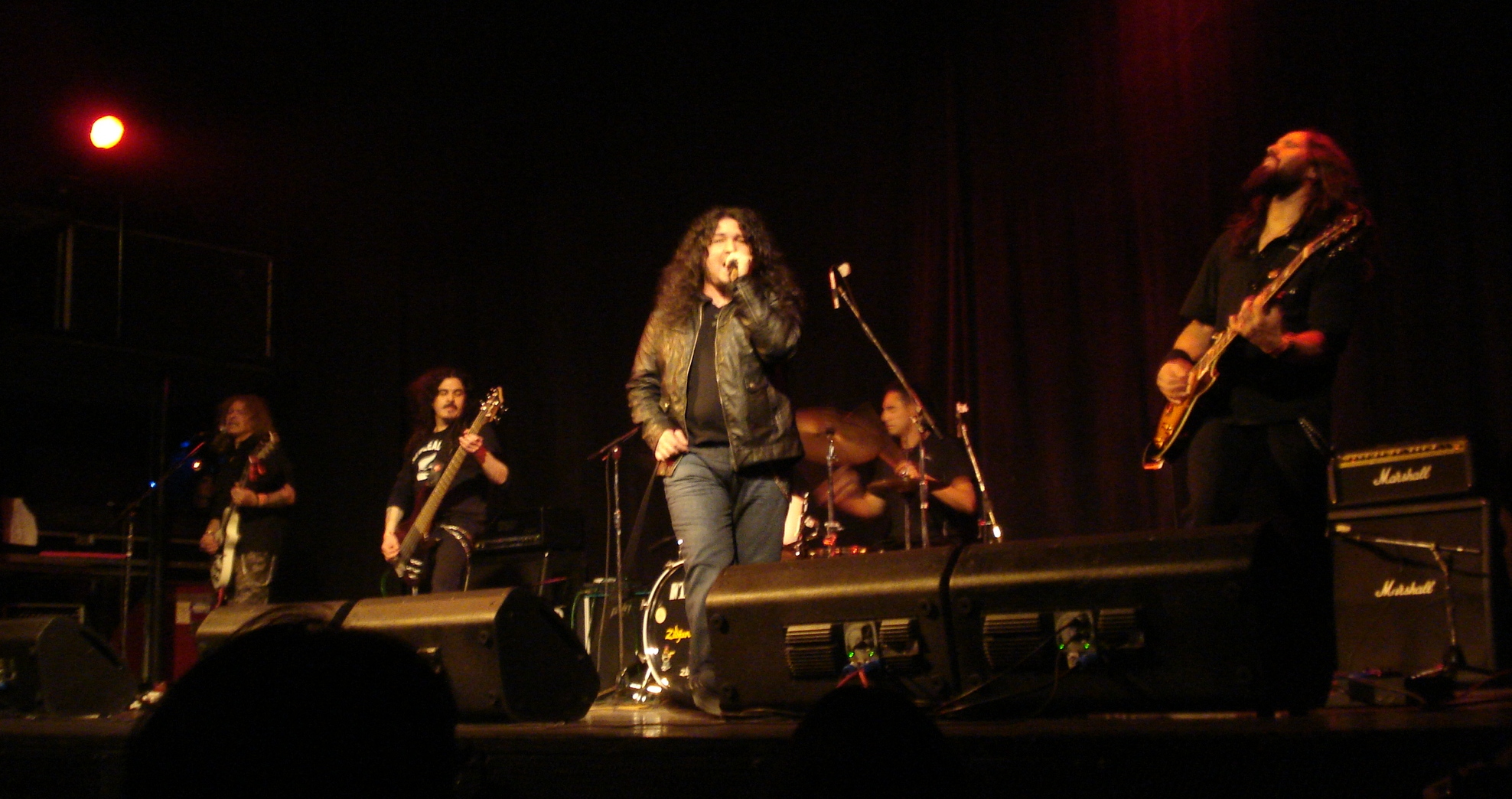
Renacer en 2011.

En los años 80 aparecen en Argentina bandas que se pueden enmarcar dentro del subgénero del power metal como LZ2, Dhak y Azeroth. Ya en los años 90, surgen bandas como Jason (1991), Imperio y Renacer (estas dos últimas lideradas por Christian Bertoncelli); luego vendrían Ethernos (2007) y Helker (1998); Mística Power, Raptore, Elixer, Magnos, Bertoncelli, Jezabel y Dream Master, entre otras.

### Metal progresivo
Lista de bandas argentinas de metal progresivo

### Speed metal
Lista de bandas argentinas de speed metal
En este subgénero se destacan, en los años 80, bandas como Idus, Kaiser (con su exitoso track "La era de los Vikingos"), Bloke (1980), Thor (1982), RetroSatan (1983), Motorman, Abad, Belcebú y Vago (1989), además de Samurai y Heinkel, entre otras más.

### Sludge metal
Lista de bandas argentinas de sludge metal
La banda pionera de este género en la Argentina fue Gallo de Riña, formada en el 2000. En su sonido se encontraba la impronta de las bandas características del género como Eyehategod, pero también se incorporaban sonidos stoner a la manera de Kyuss, así como también de artistas noise rock y post-hardcore como Unsane o Helmet. Curiosamente, la escena sludge en la Argentina tuvo orígenes muy ligados al hardcore y al stoner. Sin ir más lejos, varios miembros de Gallo de Riña se convirtieron en referentes locales: entre ellos estaban Claudio "El Pastor" Filadoro (líder de Buffalo y ex-Los Natas) y Alejandro Gómez (ex-Dragonauta).
Otra de las bandas fundadoras fue Asilo (2010), con una estética muy personal inspirada en la música industrial y un estatus considerado de culto.  Si bien su formación jamás fue estable, en su núcleo se encontraba Manuel Platino, cuyo trabajo como productor facilitó la difusión de varias bandas del género a través del difunto sello independiente Zann's Music. Al igual que Gallo de Riña, Asilo nucleaba miembros con diferentes trasfondos musicales que iban desde el punk hasta el death metal.
A comienzos de la década de 2010, una primera camada de bandas de sludge apareció. Entre ellas se encontraban Cabrocordero (2009), Altar (2010) —quienes lograron tocar junto a Eyehategod en su primera visita al país—, Los Dragula (2011) y Uroboros (2012). En esta primera etapa, el ciclo Blackdope y el festival a cielo abierto Muchanuca fueron muy importantes para la difusión del género, este último contando con dos ediciones en 2010 y 2011.
Finalmente, en 2011 Sergio Chotsourian de Los Natas creó South American Sludge, un proyecto cuya misión era agrupar a todas las bandas latinas de los géneros stoner, sludge, drone y afines. Ya en 2010, el líder de Los Natas se refería al sludge como "el futuro del metal", aunque simplemente utilizaba el mote para aglutinar a los géneros anteriormente mencionados. En 2011, entonces, comenzaron a gestarse festivales en torno a la idea, culminando en el multitudinario South American Sludge Festival realizado en el Teatro de Colegiales (actual Teatro Vorterix). Archivado el 24 de septiembre de 2020 en Wayback Machine. Sin embargo, el festival terminó generando una división al interior de la escena, con críticas dirigidas a la pobre organización y, paradójicamente, a la falta de la inclusión de bandas de sludge metal.
Para mediados de la década de 2010, el género continuó gestándose de forma independiente y evolucionando hacia sonidos más alejados del stoner o el doom. El Noiseground Festival contó con gran relevancia en esta etapa. Bandas como Desidia (2008) y Ruinas (2013) utilizaron elementos del crust punk; Valle del Diablo (2009) y Montañas (2013) añadieron una variante más alternativa; Los Random (2009), Senegal Grindcore Mafia (2015) y los ya mencionados Uroboros emplearon matices progresivos y avant-garde, y bandas como Epochal (2013), I, the Weapon (2014) o Abyssmoth (2019) desarrollaron una vertiente post-metal, subgénero ligado al ciclo musical "Bajo la Superficie". Archivado el 22 de septiembre de 2020 en Wayback Machine.

### Stoner rock
Lista de bandas argentinas de stoner metal
Bandas como Los Natas y Solodolor, Humo del Cairo, Mambonegro, de Santa Fe, Banda de la Muerte, Hijo de la Tormenta, de Córdoba, Santoro, The Experience, de Santa Fe, Sutrah, Buffalo, Montañas, Los Cuervos, también de Santa Fe, y Chakal, de Tucumán, entre otras, marcan lo que es el stoner metal en la Argentina.

### Metal sinfónico
Lista de bandas argentinas de metal sinfónico

### Thrash metal
Lista de bandas argentinas de thrash metal
En los años 80 comenzaron a surgir en la Argentina numerosos grupos de thrash metal. Entre todas se destacan Ultraje, Rapier,  Caos, Advertencia, Sentencia, Schizophrenia, Velocet, Horcas, y principalmente Hermética, que a fuerza de sus letras de descontento social, profundas y personales, ganarían una enorme cantidad de adeptos. En esa época, también irrumpieron en la escena bandas underground como Cráneo, Mark I (primer grupo de Claudio O'Connor, ex Hermética), Viuda Negra, Kudo (primer grupo del guitarrista César Galleguillo), 6L6 (primera banda del bajista Guillermo Sánchez, exintegrante de Rata Blanca), Dr. Jekyll, Sabotage, Anthrox y 666, entre otras.

A modo general, años más tarde comenzaría a declinar la cantidad de grupos de thrash metal, aumentando en cambio los dedicados al power metal o al heavy metal tradicional, como Hostil, Reacción (1996), Icaro (1999), etcétera. Así mismo, comenzaría a tomar fuerza el heavy metal influido por las tendencias de los años 90 , como el folk metal y el pagan metal (también llamado viking metal). Este es el caso de Skiltron (2004) y Tersivel (2004), entre otras.

A partir del año 2000 han surgido importantes grupos con una notable influencia del thrash metal de los años 80, revitalizando la escena y tomando la posta de sus antecesores. Así, luego de un impasse volvería Logos en 2004, y ya estaban Serpentor (1998), Metralla, Angorya, Osamenta, d.e.v.a.s.t.a.d.o.r, Dementaria, Raw Meat, Rosa Negra, Reissen, Predikcion, Prisión, Tungsteno, Prozak, Vapuleador (de Chaco y Corrientes), Tempestor, Matanza, Toxina, Exilio y Criptofonia, entre varias otras bandas.

### Viking metal
Lista de bandas argentinas de viking metal

## Establecimientos
Los principales estadios empleados para recitales de heavy metal en Argentina son el Estadio Antonio Vespucio Liberti, perteneciente al Club Atlético River Plate (es el estadio de mayor capacidad para tales eventos en Argentina); el Estadio José Amalfitani, perteneciente al Club Atlético Vélez Sarsfield, y el Estadio Arquitecto Ricardo Etcheverri perteneciente a Ferro Carril Oeste. En el año 1991, Rata Blanca se presentó como acto principal en el estadio de Vélez. Aquel recital es, hasta el día de la fecha, el de mayor convocatoria brindado por una banda local de heavy metal.

En cuanto a capacidad e importancia les sigue el Estadio Obras Sanitarias, que a diferencia de los estadios de fútbol es un ámbito cerrado. Se utiliza para recitales "menos masivos", y es considerado una "institución" por todo el rock argentino. Lograr llenar el estadio Obras se considera un gran logro para cualquier grupo local. En cuanto a discotecas, se destacan del resto Café Einstein, Halley, Cemento y República Cromañón. Halley funcionó durante la década de los 80, tanto como discoteca como reducto para las bandas.

«¿Cómo fue que comenzaste a hacer la movida en Halley?
Halley era una disco como todas la de ese tiempo con la particularidad de que tanto al DJ (Jorge Peso) como a mí, nos gustaba el rock & roll pesado, por lo tanto mezclábamos con la música disco de ese tiempo, bastante rock. Una noche apareció Mario Ian, y me convenció de hacer un show con su banda (Alakrán). Al ver que esa noche explotó de gente, nos dimos cuenta con Alberto Corapi (dueño de la discoteca) que estos grupos que no tenían lugares donde tocar, por el grado de violencia que generaba su público, podían ser un buen negocio. Además de tener entre su público unas groupies impresionantes!!! (risas).»
Roberto Ricci.
Exgerente de Halley y exmánager de Rata Blanca. Revista argentina Jedbangers, 27 de abril de 2012.

Algo excepcional en referencia a estos lugares, es que tres de ellos pertenecieron al mismo dueño, Omar Chabán. Chabán empezó a trabajar en el mundo del rock en la década del 80 y fue denominado el "rey del under". Hacia principios de aquella década abrió el Café Einstein en sociedad con Sergio Aisenstein y Helmut Zieger. En solo dos años el nombre del lugar se había convertido en una referencia importante del rock nacional. En 1985 crea el mítico Cemento, templo del rock nacional y semillero de artistas alternativos. A principios de los años 90, el lugar fue clausurado en forma temporal debido a las quejas de los vecinos. Durante esa década, abrió otro local de menor tamaño que Cemento en la zona céntrica de la ciudad, llamado Die Schule, aunque este tuvo una vida muy corta.

En abril de 2004, Chabán inauguró el más grande de los locales de los que fue gerente, República Cromañón, una ex bailanta de Buenos Aires Capital llamada El Reventón de Once:

«Una ex bailanta cercana a la Plaza Miserere abrirá sus puertas con Divididos y La Vela Puerca. Chabán fundó la República Cromañón.
El dueño de Cemento tomó el ex Reventón de Once y creó un nuevo multiespacio, "un cubo blanco, pulcro y minimal, en el que caben unas cuatro mil personas", dice. Hará recitales y teatro, y programa festivales alejados de lo convencional. Omar Chabán, productor, empresario, director y actor, es uno de los pioneros del movimiento "under" porteño, y lo último que puso en escena fue "Clásico amoral", a la manera de cabaret surrealista. En 1980 creó el Café Einstein con Katja Alemann y en 1985 abrió Cemento, en San Telmo. Ahora está a punto de inaugurar República Cromañón, en la ex bailanta El Reventón de Once, en Bartolomé Mitre al 3000, un multiespacio para cuatro mil personas. Chabán cumple años el 31 de marzo: "Estoy tratando de conseguir un grupo para inaugurar ese día -dice-, por ahora hablé con Caramelo Santo y quedaron en contestarme. Aunque me falta terminar de abrochar con los músicos, el primer fin de semana de abril voy a abrir con La Vela Puerca y Divididos".
¿Por qué República Cromañón?
Estuve consultando a mis amigos, surgió ese nombre y me gustó. Decidí que fuera República Cromañón, con "ñ", para que no lo pronuncien mal, aunque queda más fino llamarlo Cromagnon, por lo de aquel hombre prehistórico...
¿Cuál es la estética de este nuevo lugar?
Es un gran cubo blanco, un espacio neutro, muy pulcro, minimal. No quiero ningún graffiti, ni siquiera en la calle, porque con eso me destruyeron Cemento. Tiene unos balcones a los costados y escaleras. Cinco barras. Una entrada de ocho metros por veinte, con la posibilidad de que un auto estacione al lado del escenario. El edificio cuenta con un subsuelo en el que caben doscientos autos y en la terraza hay canchas de fútbol, que me va a permitir organizar campeonatos con músicos de rock o disc jockeys. Al lado hay un hotel con restaurante y estoy negociando para que los músicos de rock también puedan usarlo.
Además de recitales, ¿qué otras propuestas habrá?
Invité gente a conocer el lugar y lo ofrecí para nuevos proyectos. Estuvo Pichón Baldinú, de De la Guarda; Pedro Segni y Hernán Cuesta, que organizan las fiestas de Club 69. Tengo pensado hacer un festival de la risa, que será competitivo. Luego habrá otro de magia, de show de travestis y de varieté. También llamé a los chicos que organizan fiestas electrónicas en un garaje y me dijeron que iban a pensar algo para el lugar. No quiero encerrarme solo en recitales y creo que acá me va a ser más fácil conseguir espónsores.
Después de veinte años de organizar recitales y festivales en Cemento, ¿por qué decidió abrir un nuevo local, en otro barrio?
En Cemento, aunque entran dos mil doscientas personas, para algunas bandas queda chico. La Vela Puerca llegó a convocar a más de dos mil personas y Callejeros cuando tocan tienen que hacerlo dos días. Con Rodrigo, cuando este espacio era una bailanta, llegaron a reunir cinco mil setecientos espectadores. Abrir otro lugar cierra el circuito y es como crear mi propia competencia. Sé que tengo que equilibrar la programación de los dos. Con Cemento generé toda esta cultura rock de la que se habla en estos momentos. También decidí abrir una productora, porque sino los grupos los toman otros y luego no consigo fechas para que toquen.
O sea que las bandas no sólo van a tocar en Cemento o en República Cromañón, ¿va a organizar conciertos en el interior?
Voy a formar una productora que tenga varios representantes y cada uno de ellos va a manejar dos o tres grupos. Calculo que en seis meses lo voy a poder hacer.
¿Qué bandas le interesaría producir y por qué las tomaría ahora?
El rock en este momento está como empastado. Hay dos o tres líneas que los identifican, una es el rock onda "leader", luego están los "stone" y después aparece una mezcla como la que hacen Callejeros, El Otro Yo, Miranda. A estos últimos yo los hice conocer. Le hablé a Leo García para que los dejara tocar como teloneros. Después llamé a Pablo Shanton, el crítico de rock, a él le gustó, lo comentó y se empezaron a expandir.»
Omar Chabán. Empresario argentino y difusor del rock en Argentina. Entrevista. Suplemento Espectáculos, diario argentino La Prensa, abril de 2004.

El 30 de diciembre de 2004, sucedió la peor tragedia del rock argentino en ese lugar cuando se incendió el boliche y murieron 194 personas esa misma noche, sin contar los heridos que fallecieron días, meses o años más tarde. Hasta el día del incendio del local República Cromañón, el de Kheyvis había sido la peor tragedia en un club nocturno en la historia de Argentina.

Chabán fue detenido por orden de la jueza María Angélica Crotto. En 2005 fue liberado, a sólo 5 meses de ocurrida la tragedia. Volvió a prisión y fue liberado el 7 de diciembre del 2007. Finalmente, el 19 de agosto de 2009, el Tribunal Oral Criminal 24 condenó a Chabán a 20 años de prisión. Sin embargo, en abril de 2010 el ex gerenciador de Cromañón obtuvo la libertad por una apelación, aunque el 17 de octubre de 2012 fue sentenciado a 10 años y 9 meses de prisión.

## Filmografía
| Año  | Título                       | Director(a)                        | Género     | Sinopsis | Duración | Referencias     |
| ---- | ---------------------------- | ---------------------------------- | ---------- | --- | -------- | --------------- |
| 2011 | La H                         | Nicanor Loreti, Guadalupe Cheja    | Documental | Historia y legado de la banda Hermética.                                                                        | 1h 15m   | [ 98 ] [ 99 ]   |
| 2014 | Relámpago en la oscuridad    | Pablo Montlau, Germán Fernández    | Documental | Biografía sobre Alberto "Beto" Zamarbide, considerado uno de los primeros vocalistas del heavy metal argentino. | 1h 42m   | [ 100 ] [ 101 ] |
| 2015 | Sucio y desprolijo           | Lucas Lott Calabró y Paula Álvarez | Documental | Sobre la evolución de la escena heavy metal argentina.                                                          | 120m     | [ 102 ] [ 103 ] |
| 2018 | Alguien más en quien confiar | Matías Lojo y Gabriel Patrono      | Documental | Historia de la agrupación argentina El Reloj.                                                                   | 1h 25m   | [ 104 ] [ 105 ] |

## Publicaciones
La primera publicación especializada sobre el heavy metal en Argentina fue la revista Metal, difundida por la Editorial Magendra, la misma que editaba la revista Pelo. A partir del segundo auge del heavy metal aparecieron las revistas Rocker y Riff Raff, esta última con un estilo más osado que contrastaba con la excesiva neutralidad de la revista Metal. También surgieron los primeros fanzines. En 1986 salen el Fanzine Rebelion Rock junto a Komando Mugriento y Metalica Zine. Otros fueron Black Leather, Metal Command, Zote, Brigadas del odio, Dettoner, Implosion y Cruel.
La revista Riff Raff cerró debido a la primera crisis económica con brotes hiperinflacionarios a finales del gobierno de Alfonsín. Algunos de sus integrantes volvieron a la Revista Madhouse, que duró más de una década y que por primera vez no reproducía notas a grupos extranjeros realizadas por revistas extranjeras, sino que eran realizadas por la propia revista mediante corresponsales o comunicación telefónica.
A fines de 1995 cerró la revista Metal, y también tuvo su lugar por un breve tiempo una efímera publicación llamada Heavy Punk Rock. Desde 1996 continúa editandose el Fanzine Metálica. En 1997, César Fuentes Rodríguez, director y fundador de la Revista Madhouse, se aleja en desacuerdo con el criterio editorial imperante en lo referido "a qué grupos aparecerían en la revista", y junto a antiguos redactores de la misma fundó la Revista Epopeya, centrada específicamente en el power metal, el metal gótico, el black metal y los grupos clásicos. Ambas revistas, Epopeya y Madhouse, debieron cerrar a fines de 2001, debido a la segunda crisis económica imperante con brotes hiperinflacionarios que atravesaba el país y su posterior y caótico desenlace en el año 2001.
En 2002 empezaría a publicarse la revista Jedbangers, que superó las 100 publicaciones. Surgieron con posterioridad a la crisis Requiem y Maelstrom (actualmente desaparecidas). Irrumpen luego los fanzines El Ojo Metálico (con distribución en rockerías y disquerías de Buenos Aires), Tachas Fanzine (2004) y el Fanzine Thunder Steel.
Más adelante, en 2010, empieza a publicarse la revista Efecto Metal.